# كاديوغو
كاديوغو(بالفرنسية:Kadiogo) هي إحدى محافظات بوركينا فاسو الخمس وأربعون، تقع فيها عاصمة بوركينا فاسو واغادوغو، تبلغ مساحتها 2,805 كم.

## التحضر
حسب إحصاءات 2019، فإن عدد السكان الذين يعيشون في الريف كان 615,118 نسمة أي 20.3% من إجمالي السكان، وعدد السكان الذين يعيشون في الحضر كان 2,415,266 نسمة أي 79.7%.

## التركيبة السكانية حسب الجنس
حسب إحصاءات 2019، فإن عدد الذكور كان 1,489,512 نسمة أي يمثلون 49.2% من إجمالي السكان، وعدد الإناث 1,540,872 نسمة أي يمثلون 50.8% من إجمالي السكان.

## النقل

### المطار
مطار واغادوغو هو مطار رئيسي في كاديوغو وبوركينا فاسو، وهو مطار دولي، بالإضافة إلى إستعماله للرحلات الجوية، فهو يستعمل أيضًا لأغراض عسكرية.

## الرياضة

### الغولف
يوجد نادي للغولف يسمى بنادي واغادوغو للغولف، في العاصمة واغادوغو، تم إنشاؤه في عام 1975 مع ملعب مكون من 18 مترًا.
ينظم العدائون جولاتهم في النادي في أيام محددة من الأسبوع.

## التقسيم الإداري
تنقسم كاديوغو إلى سبع بلديات وهم:
1. واغادوغو(العاصمة)، بلغ تعدادها السكاني في 2019 2,415,266 نسمة.
2. كومكي-إيبالا، بلغ تعدادها السكاني في 2019 22,553 نسمة.
3. كومسيلجا، بلغ تعدادها السكاني في 2019 137,278 نسمة.
4. كوبري، بلغ تعدادها السكاني في 2019 60,817 نسمة.
5. بيبري، بلغ تعدادها السكاني في 2019 40,387 نسمة.
6. سابا، بلغ تعدادها السكاني في 2019 285,235 نسمة.
7. تانغين داسوري[7]

## التركيبة السكانية حسب الفئات العمرية
حسب إحصاءات 2019 فإن عدد السكان الذي يتراوح عمرهم بين 0-14 عامًا كان 1,099,606 نسمة، وعدد السكان الذي يتراوح عمرهم بين 15-64 عامًا كان 1,851,163 نسمة، وعدد السكان الذي عمرهم 65+ كان 79,615 نسمة.

## النمو السكاني
من 2006 حتى 2019 بلغ النمو السكاني 4.4%، بينما بلغ النمو السكاني في العاصمة واغادوغو 3.9%. 

## أنظر أيضًا
محافظة كوموي
محافظة جانزورجو
واغادوغو